# Daniał Achmetow
Daniał Kenżetajuły Achmetow (kaz. Даниал Кенжетайұлы Ахметов, ros. Даниал Кенжетаевич Ахметов, Daniał Kienżetajewicz Achmietow, ur. 15 czerwca 1954 w Pawłodarze) – kazachski polityk, premier Kazachstanu w latach 2003-2007. Zastąpił na tym stanowisku Imangala Tasmagambetowa. Podał się do dymisji 9 stycznia 2007 roku, przypuszczalnie na polecenie prezydenta Nursułtana Nazarbajewa, który tego samego dnia przyjął rezygnację rozwiązującą rząd. Dzień później objął stanowisko Ministra Obrony, które piastował do 24 czerwca 2009 roku. 
Studiował ekonomię. Przed objęciem funkcji szefa rządu zajmował stanowisko wicepremiera. Był również gubernatorem regionu Pawłodar.